# Nikola Dabanović
Nikola Dabanović (Montenegrijns: Никола Дабановић) (Podgorica, 18 december 1981) is een Montenegrijns voetbalscheidsrechter. Hij is in dienst van FIFA en UEFA sinds 2009. Ook leidt hij wedstrijden in de Prva Crnogorska Liga.
In Europees verband debuteerde hij op 1 juli 2010 tijdens een wedstrijd tussen Trans Narva en MyPa-47 Anjalankoski in de voorronde van de UEFA Europa League; het eindigde in 0–2 en Dabanović trok viermaal een gele kaart. Zijn eerste interland floot hij op 10 augustus 2011, toen Bosnië en Herzegovina met 0–0 gelijkgespeeld tegen Griekenland. Tijdens deze wedstrijd toonde Dabanović aan de Grieken Vasileios Pliatsikas, Avraam Papadopoulos, Nikos Spiropoulos en Kyriakos Papadopoulos een gele kaart.

## Interlands
| Datum             | Plaats                    | Wedstrijd                           | Uitslag | Competitie             | Kreeg geel | Kreeg voor de tweede keer geel en dus rood | Weggestuurd |
| ----------------- | ------------------------- | ----------------------------------- | ------- | ---------------------- | ---------- | ------------------------------------------ | ----------- |
| 10 augustus 2011  | Sarajevo, Bosnië          | Bosnië en Herzegovina – Griekenland | 0 – 0   | Vriendschappelijk      | 4          | 0                                          | 0           |
| 6 februari 2013   | Skopje, Macedonië         | Macedonië – Denemarken              | 3 – 0   | Vriendschappelijk      | 2          | 0                                          | 0           |
| 4 september 2017  | Bakoe, Azerbeidzjan       | Azerbeidzjan – San Marino           | 5 – 1   | WK 2018 kwalificatie   | 0          | 0                                          | 0           |
| 10 september 2018 | Ta' Qali, Malta           | Malta – Azerbeidzjan                | 1 – 1   | Nations League 2018/19 | 4          | 0                                          | 0           |
| 16 november 2018  | Trnava, Slowakije         | Slowakije – Oekraïne                | 4 – 1   | Nations League 2018/19 | 4          | 0                                          | 0           |
| 26 maart 2019     | Jerevan, Armenië          | Armenië – Finland                   | 0 – 2   | EK 2020 kwalificatie   | 7          | 0                                          | 0           |
| 9 september 2019  | Kaliningrad, Rusland      | Rusland – Kazachstan                | 1 – 0   | EK 2020 kwalificatie   | 0          | 0                                          | 0           |
| 7 september 2020  | Netanja, Israël           | Israël – Slowakije                  | 1 – 1   | Nations League 2020/21 | 2          | 0                                          | 0           |
| 14 november 2020  | Riga, Letland             | Letland – Faeröer                   | 1 – 1   | Nations League 2020/21 | 3          | 0                                          | 0           |
| 25 maart 2021     | Sofia, Bulgarije          | Bulgarije – Zwitserland             | 1 – 3   | WK 2022 kwalificatie   | 2          | 0                                          | 0           |
| 7 juni 2021       | Düsseldorf, Duitsland     | Duitsland – Letland                 | 7 – 1   | Vriendschappelijk      | 3          | 0                                          | 0           |
| 8 oktober 2021    | Reykjavik, IJsland        | IJsland – Armenië                   | 1 – 1   | WK 2022 kwalificatie   | 4          | 0                                          | 0           |
| 29 maart 2022     | Tirana, Albanië           | Albanië – Georgië                   | 0 – 0   | Vriendschappelijk      | 5          | 0                                          | 0           |
| 14 juni 2022      | Jerevan, Armenië          | Armenië – Schotland                 | 1 – 4   | Nations League 2022/23 | 6          | 1                                          | 1           |
| 25 september 2022 | Bačka Topola, Slowakije   | Slowakije – Wit-Rusland             | 1 – 1   | Nations League 2022/23 | 5          | 0                                          | 0           |
| 28 maart 2023     | Lancy, Zwitserland        | Zwitserland – Israël                | 3 – 0   | EK 2024 kwalificatie   | 3          | 0                                          | 0           |
| 12 september 2023 | Oslo, Noorwegen           | Noorwegen – Georgië                 | 2 – 1   | EK 2024 kwalificatie   | 2          | 0                                          | 0           |
| 17 oktober 2023   | Strumica, Noord-Macedonië | Noord-Macedonië – Armenië           | 3 – 1   | Vriendschappelijk      | 0          | 0                                          | 0           |
| 16 november 2023  | Tallinn, Estland          | Estland – Oostenrijk                | 0 – 2   | EK 2024 kwalificatie   | 0          | 0                                          | 0           |
| 9 september 2024  | Oslo, Noorwegen           | Noorwegen – Oostenrijk              | 2 – 1   | Nations League 2024/25 | 1          | 0                                          | 0           |
| 10 oktober 2024   | Boedapest, Hongarije      | Israël – Frankrijk                  | 1 – 4   | Nations League 2024/25 | 1          | 0                                          | 0           |
| 22 maart 2025     | Debrecen, Hongarije       | Israël – Estland                    | 2 – 1   | WK 2026 kwalificatie   | 4          | 1                                          | 0           |
| 10 juni 2025      | Celje, Slovenië           | Slovenië – Bosnië en Herzegovina    | 2 – 1   | Vriendschappelijk      | 2          | 0                                          | 0           |

Laatst bijgewerkt op 11 juni 2025.